# Alexandr (Golovin)
Alexandr (světským jménem: Alexandr Mitrofanovič Golovin; 6. září 1844, Mjasojedovo – 17. února 1916, Voskresensk) byl ruský duchovní Ruské pravoslavné církve a biskup kalužský a borovský.

## Život
Narodil se 6. září 1844 ve vesnici Mjasojedovo v Tulské gubernii v rodině kněze.
Studoval na Tulském duchovním semináři a 17. července 1867 byl rukopoložen na jereje. Stal se knězem chrámu Zesnutí přesvaté Bohorodice ve vesnici Petrovsk-Naryškin. Byl učitelem Zákona Božího vesnického lidového učiliště. Dne 26. září 1879 mu bylo uděleno právo nosit nabedrennik.
Roku 1880 byl převeden do Tuly. Roku 1882 mu byla udělena skufia a roku 1889 kamilaukion.
Dne 9. prosince 1890 byl postřižen na monacha a přijal mnišské jméno Alexandr. Stal se knihovníkem a zpovědníkem v Alexandro-Něvské lávře.
Roku 1892 nastoupil na Petrohradskou duchovní akademii. Nejsvětější synod mu udělil právo nosit náprsní kříž.
Roku 1896 odešel s Červeným křížem do Etiopského císařství. Během svého pobytu v císařství se spřátelil s císařem Menelikem II. Byl mu udělen Řád Šalamounovy pečeti.
Dne 24. listopadu 1897 byl povýšen na archimandritu a ustanoven představeným Troického Makarjev monastýru.
Dne 29. května 1899 byl jmenován vedoucím Ruské duchovní misie v Jeruzalémě.
Roku 1900 se stal členem Imperiální pravoslavné palestinské společnosti.
Dne 9. srpna 1903 proběhla v katedrálním chrámu Proměnění Páně ve Tveru jeho biskupská chirotonie na biskupa starického a vikáře tverské eparchie. Světiteli byli arcibiskup tverský Dimitrij (Sambikin), biskup suchumský Arsenij (Izotov), biskup Nafanail a Antonij, kteří byli penzionováni s pobytem v Moskvě.
Dne 13. listopadu 1908 byl ustanoven biskupem orelským a sevským a 13. ledna 1911 biskupem kalužským a borovským.
Dne 8. července 1912 byl že zdravotních důvodů penzionován a jmenován představeným Novojeruzalémského monastýru.
Zemřel 17. února 1916 na aterosklerózu.